# Suhe šume Andrefane
Suhe šume Andrefane (fr. Forêts sèches de l'Andrefana) su skupina nacionalnih parkova i rezervata prirode na zapadnom Madagaskaru. To su visoravni usječene u vapnenačke vrhove (poznate kao tsingy) koji su dom tisućama dragocjenih i ugroženih biljnih vrsta i 230 endemskih životinja, od kojih su neke stare 54 milijuna godina, a smatraju se najrazličitijim vrstama primata u Africi. 
Zbog jedinstvenih geomorfoloških odlika, te značajne bioraznolikosti endemskih biljaka (koje rastu u nišama tsingyja), te ptica i lemura je najprije „Strogi rezervat prirode Tsingy de Bemaraha” upisan na UNESCO-ov popis mjesta svjetske baštine u Africi 1990. godine, da bi zaštićeno područje bilo prošireno 2023. godine upisom još 5 šumskih parkova, zajedno poznatih kao „Suhe šume Andrefane”.

## Odlike
Suhe šume Andrefane su prostor konvergencije različitih ekosustava (kongoanske šume, donjogvinejske šume i savane). Duga izolacija Madagaskara pridonijela je razvoju ovog prirodnog laboratorija evolucije. 
Ova područja rezultat su složenog procesa obilježenog klimatskim fluktuacijama. Tijekom sušnih razdoblja smanjivale su se, dok su se širile tijekom vlažnijih faza, a na njihovu evoluciju snažno su utjecali topografija i hidrografska mreža. Suhe šume Andrefane odgovaraju prostorima smještenim između velikih rijeka koje izviru na najvišim vrhovima Madagaskara. Na zapadnim padinama, ova područja služila su kao utočišta, čuvajući dijelove vodene mreže i tako omogućujući određenim životinjskim i biljnim populacijama da prežive u izolaciji tijekom razdoblja suša.
Tsingy (malgaški za „neprohodno bosim nogoma”) su krške visoravni koje su tekućice izbrazdale stvorivši jedinstvenu mrežu klanaca i vrtača i ostavivši dramatične uzorke “krških iglica” koje se uzdižu do 400 m visine. Tako se ekosustav biljaka i životinja obitavaju na podnožju tsingyja uvelike razlikuje od onog na njezinim liticama, ali i onog na njezinim vrhovima. 
Pored njih, Suhe šume Andrefane sadrže i druge krške krajolike i vapnenačke visoravni, te spektakularni kanjon rijeke Manambolo, valovita brda i visoke vrhove. Oni pokrivaju gotovo cijeli raspon ekoloških i evolucijskih varijacija unutar zapadnih šuma Madagaskara, uključujući zapadne suhe šume i jugozapadnu trnovitu šumu. Ova mjesta sadrže spektakularan niz endemske i ugrožene bioraznolikosti, uključujući baobabe, plamena stabla (Delonix), kao i jedinstvene evolucijske loze poput Mesitornithiformes (Drozdovci), reda ptica starog 54 milijuna godina i najrazličitije vrste primata.
Danas subaridna klima ovog područja varira oko 25 °C, ali se očekuje da će se intenzivirati u nadolazećim godinama zbog globalnog zatopljenja.

## Popis zaštićenih lokaliteta
| ID (UNESCO) | Slika | Naziv                              | Regija           | Površina (ha) | Koordinate                                  | Bilješke |
| ----------- | ----- | ---------------------------------- | ---------------- | ------------- | ------------------------------------------- | --- |
| 494bis-001  |       | Posebni rezervat Analamerana       | Regija Diana     | 34.700        | 12°47′02″S 49°28′48″E / 12.7838°S 49.4799°E | Nalazi se između razine mora i visoravni Ankarana na nadmorskoj visini od 648 metara. Ovaj rezervat je jedini u kojem obitava lemur Propithecus perrieri, jedna od 25 najugroženijih vrsta primata na svijetu. Također je dom sedam endemskih vrsta ptica, uključujući Van Damovu vangu (Xenopirostris damii). |
| 494bis-002  |       | Posebni rezervat Ankarana          | Regija Diana     | 18.225        | 12°54′08″S 49°08′14″E / 12.9021°S 49.1371°E | Ovaj rezervat se sastoji od vapnenačke visoravni koja ne prelazi 300 m nadmorske visine i blago se spušta prema istoku. Na zapadu, gdje je najviša, završava rasjednim zrcalom. Od geološkog značaja je zbog brojnih tsingyja, ali i od kulturnog značaja zbog svetog jezera Mahamasina i niza njihovih vladarskih grobnica u špiljama Antakarana. Odlikuje se i bogatom faunom endemskih vrsta otoka.                                                                                        |
| 494bis-003  |       | Nacionalni park Ankarafantsika     | Boeny            | 136.513       | 16°13′16″S 46°56′30″E / 16.2211°S 46.9418°E | Sastoji se od mozaika gustih suhih šuma i savana, ali i jezerima koja su posljednja utočišta vodećih vrsta poput madagaskarskog ribljeg orla (Icthyophaga vociferoides), Coquerelovog sifaka (Propithecus coquereli) i mišjih lemura, najmanjih lemura na svijetu. |
| 494bis-004  |       | Nacionalni park Tsingy de Bemaraha | Melaky           | 157.710       | 18°39′42″S 44°46′03″E / 18.6616°S 44.7674°E | Kanjoni Tsingy de Bemaraha, duboke uske šupljine ivica oštrih poput britve, nastali su uglavnom djelovanjem monsuna i podzemnih voda. Rezervat je dom i drugim krškim manifestacijama poput klanca rijeke Manambolo (dubokog 300 do 400 m), te kontrasnim brdovitim reljefom i visokim vrhovima gdje primarne šume, jezera i mangrove služe kao stanište raznim vrstama rijetkih ptica i lemura.                                                                                              |
| 494bis-005  |       | Šuma Mikea (Forêt des Mikea)       | Atsimo-Andrefana | 184.630       | 22°14′21″S 43°26′46″E / 22.2393°S 43.4461°E | Ova prijelazna zona između suhih listopadnih šuma na sjeveru i trnovitih šikara koje dominiraju na jugozapadu Madagaskara jedno je od posljednjih očuvanih staništa na Madagaskaru. Među malim kopnenim sisavcima koje udomljuje su glodavci Macrotarsomys bastardi i Macrotarsomys petteri (endemski za otok), od 27 ugroženih vrsta ptica na otoku, Monias benschi i Uratelornis chimaera (Drozdovci) zabilježene su samo u Šumi Mikea                                                      |
| 494bis-006  |       | Nacionalni park Tsimanampetsotsa   | Atsimo-Andrefana | 202.520       | 24°23′06″S 43°58′38″E / 24.3849°S 43.9773°E | Prostire se oko jedinog slanog jezera u zemlji, jezera Tsimanampetsotsa. Ovo je jedno od prvih Ramsarskih područja na Madagaskaru. Pored slanog jezera mogu se razaznati još tri homogene krajobrazne zone: trnovita šuma na vapnenačkoj visoravni Mahafaly, te nekoliko špilja i vrtača. Između 75 i 90% njegove faune i flore je endemsko, uključujući 222 biljne vrste, 124 vrste ptica, 53 vrste gmazova, 9 vrsta šišmiša i 8 vrsta lemura, od kojih je jedna kritično ugrožena (sifaka). |

## Poveznice
Najslavniji krš na svijetu:
- Gunung Mulu, Malezija
- Južnokineski krš
- Krške špilje Aggteleka i Slovačkog krša (Mađarska i Slovačka)
- Krške i evaporitne špilje Sjevernih Apenina, Italija
- Nacionalni park Phong Nha Ke Bang i Zaljev Hạ Long, Vijetnam
- Škocjanske jame, Slovenija

## Vanjske poveznice
|  | Zajednički poslužitelj ima još gradiva o temi Ekoregija suhe šume Madagaskara |

- Službena stranica parkova Madagaskara  Arhivirana inačica izvorne stranice od 22. ožujka 2012. (Wayback Machine) (engl.)
- Video na službenim stranicama UNESCO-a (engl.)